# Ruby Button
Ruby Button, es un personaje ficticio de la serie de televisión británica Hollyoaks, interpretado por la actriz Anna Shaffer, del 3 de enero de 2011 hasta el 13 de febrero de 2014. En noviembre del 2017 se anunció que Anna regresaría a la serie ese mismo mes como invitada y su última aparición fue el 30 de abril del 2018.

## Biografía
En el 2012 Ruby y su novio Martin "Jono" Johnson deciden huir y casarse en Gretna Green, sin embargo después de que Maddie Morrison chocara su van contra una recepción Jono ayuda a rescatar a algunos de los residentes entre ellos a Ruby, lamentablemente días después muere en los brazos de Ruby debido a heridas internas ocasionadas por el accidente lo que deja a Ruby destrozada.
En febrero del 2014 Rubby finalmente decide irse de Hollyoaks luego de asumir erróneamente que su prometido David "Ziggy" Roscoe la había engañado y mudarse a España.